# 美國聯盟歷年冠軍列表
美國聯盟（American League，簡稱為美聯），是大聯盟的兩個聯盟之一。最早（1968年以前）的美聯冠軍是由季賽勝率最高的隊伍獲得，再與國聯冠軍進行對戰，稱為世界大賽。
自1969年起，兩個聯盟各自再分成東、西兩個分區，兩個分區的優勝（季賽戰績最佳）隊伍再進行對戰（美聯冠軍賽及國聯冠軍賽），以決定聯盟冠軍，然後再進行世界大賽。

## 歷年美聯冠軍（1901年至1968年）
- 1901 芝加哥白襪
- 1902 費城運動家
- 1903 波士頓美國人
- 1904 波士頓美國人
- 1905 費城運動家
- 1906 芝加哥白襪
- 1907 底特律老虎
- 1908 底特律老虎
- 1909 底特律老虎
- 1910 費城運動家
- 1911 費城運動家
- 1912 波士頓紅襪
- 1913 費城運動家
- 1914 費城運動家
- 1915 波士頓紅襪
- 1916 波士頓紅襪
- 1917 芝加哥白襪
- 1918 波士頓紅襪
- 1919 芝加哥白襪
- 1920
- 1921 紐約洋基
- 1922 紐約洋基
- 1923 紐約洋基
- 1924 華盛頓參議員
- 1925 華盛頓參議員
- 1926 紐約洋基
- 1927 紐約洋基
- 1928 紐約洋基
- 1929 費城運動家
- 1930 費城運動家
- 1931 費城運動家
- 1932 紐約洋基
- 1933 華盛頓參議員
- 1934 底特律老虎
- 1935 底特律老虎
- 1936 紐約洋基
- 1937 紐約洋基
- 1938 紐約洋基
- 1939 紐約洋基
- 1940 底特律老虎
- 1941 紐約洋基
- 1942 紐約洋基
- 1943 紐約洋基
- 1944 聖路易布朗
- 1945 底特律老虎
- 1946 波士頓紅襪
- 1947 紐約洋基
- 1948
- 1949 紐約洋基
- 1950 紐約洋基
- 1951 紐約洋基
- 1952 紐約洋基
- 1953 紐約洋基
- 1954
- 1955 紐約洋基
- 1956 紐約洋基
- 1957 紐約洋基
- 1958 紐約洋基
- 1959 芝加哥白襪
- 1960 紐約洋基
- 1961 紐約洋基
- 1962 紐約洋基
- 1963 紐約洋基
- 1964 紐約洋基
- 1965 明尼蘇達雙城
- 1966 巴爾的摩金鶯
- 1967 波士頓紅襪
- 1968 底特律老虎

1969年之後的美聯冠軍列表，參見美聯冠軍賽。